# Steven Santa Ana
Steven Santa Ana (nacido en Charlotte, Carolina del Norte, USA, el 14 de mayo de 1996) es un baloncestista estadounidense. Con una altura de 1,93 metros, se desempeña en la posición de escolta en las filas del Força Lleida Club Esportiu de la LEB Oro. 

## Trayectoria
Su formación universitaria comenzó en Estados Unidos, con 18 años jugó al Ardrey Kell (2014-2015), equipo con el que llegó a la North Carolina 4A basketball final, anotando la estratosférica y cifra récord en Carolina del Norte de 44 puntos en un partido (33 de ellos en la segunda mitad). 
En 2015 se enroló en el equipo universitario de Elon Phoenix de la NCAA en la que estuvo durante 4 temporadas (2015-2019), promediando una media por partido de 31.5 minutos, 16 puntos, 36'6% en triples, 70'5% en tiros libres, 6'3 rebotes y 19'9 de valoración durante su última temporada universitaria.
En julio de 2019, se confirma su fichaje por el Basquetebol do Sport Clube Lusitânia de la Liga Portuguesa de Basquetebol, pero no llegaría a debutar con el conjunto portugués al ejecutar el jugador una cláusula de salida unas semanas después para llegar a España.
En agosto de 2019 se compromete con Força Lleida Club Esportiu de la LEB Oro para la temporada 2019-20.